# アルフレッド・ブーシェ
アルフレッド・ブーシェ（Alfred Boucher、1850年9月23日 - 1934年8月18日）はフランスの彫刻家である。

## 略歴
オーブ県のブイ＝シュル＝オルヴァン(Bouy-sur-Ovin)の農家で生まれた。父親がノジャン＝シュル＝セーヌに住む彫刻家のラムス(Joseph-Marius Ramus)の庭師になったことで、ブーシェの才能が見いだされ、ラムスから指導を受けた。地元の人々の支援を受けて、1869年にパリのエコール・デ・ボザールに入学し、ポール・デュボアやオーギュスタン・アレクサンドル・デュモンに彫刻を学んだ。1874年にサロン・ド・パリにデビューし、1877年から1878年の間、イタリアに旅した。1881年のサロンに出展した作品「La Piété Filial」は高い評価を得た。
女性の彫刻家、ロール・クータン(Laure Coutan-Montorgueil)やカミーユ・クローデルの才能を見出し弟子にしたことでも知られる。クローデルは1883年にブーシェが再び、イタリアに旅することになった時、その指導をオーギュスト・ロダンに頼み、これがクローデルとロダンの恋愛関係の始まりになった。
1900年のパリ万国博覧会の展覧会に出展し大賞を受賞した。1902年に若い芸術家を助けるためにパリ、モンパルナスに芸術家のための集合アトリエ兼住宅の「ラ・リューシュ」を設立した。
レジオンドヌール勲章は1887年にシュヴァリエ、1894年にオフィシエ、1906年にコマンドゥール、1925年にグラントフィシエを受勲した。

## 作品

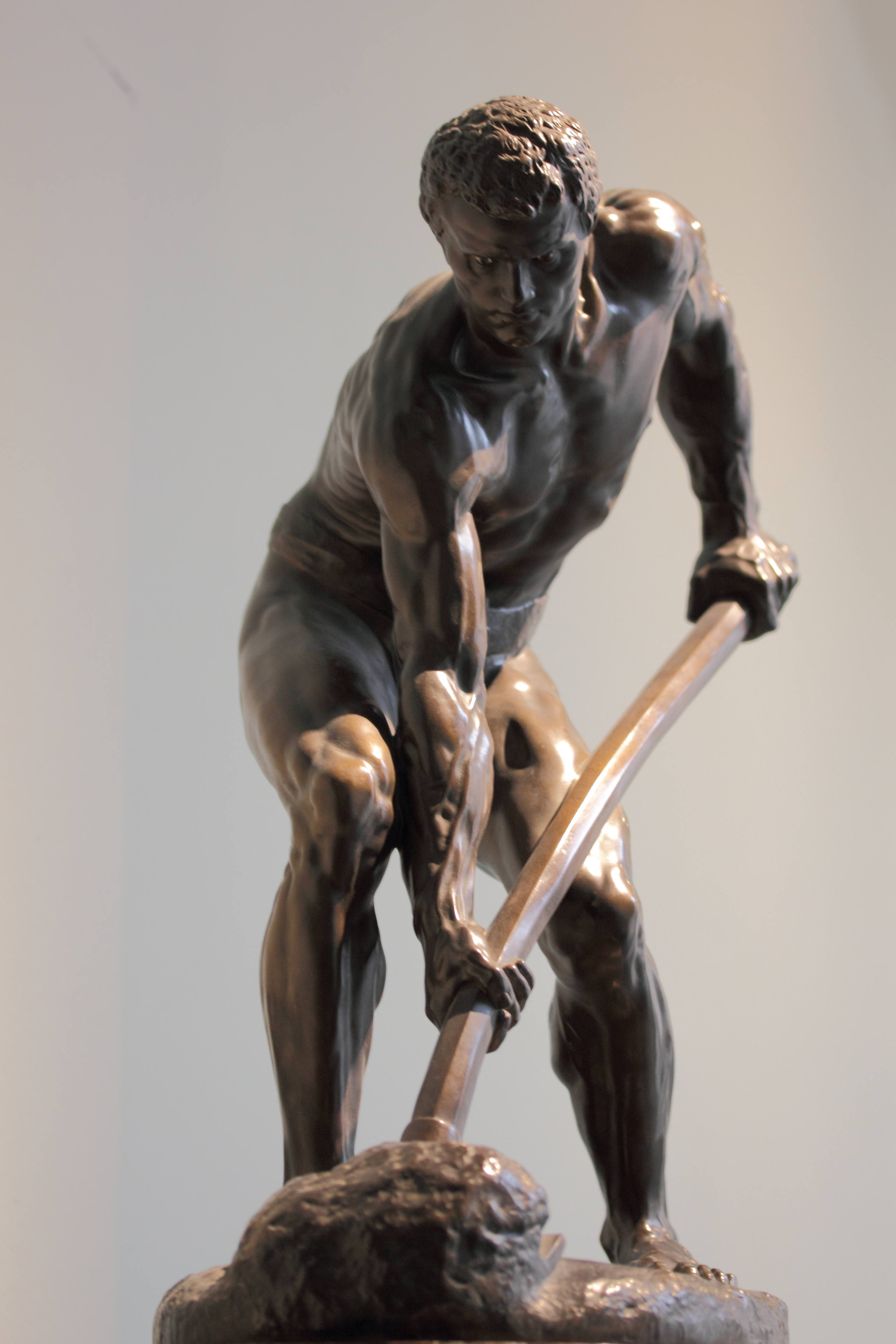
耕夫 (1890)
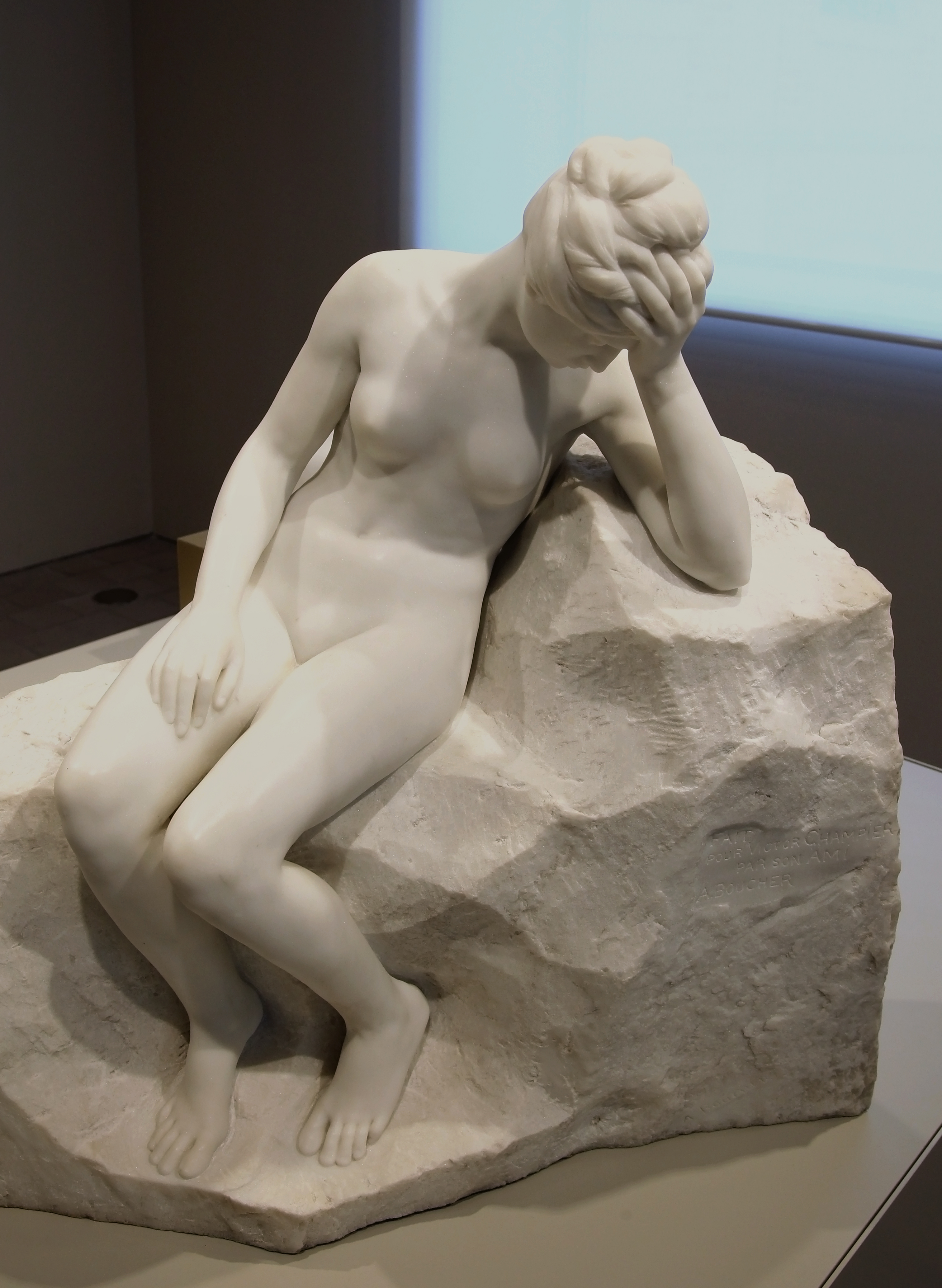
思索 (1907)
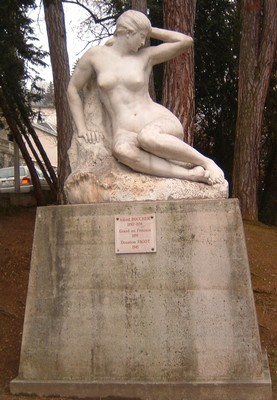
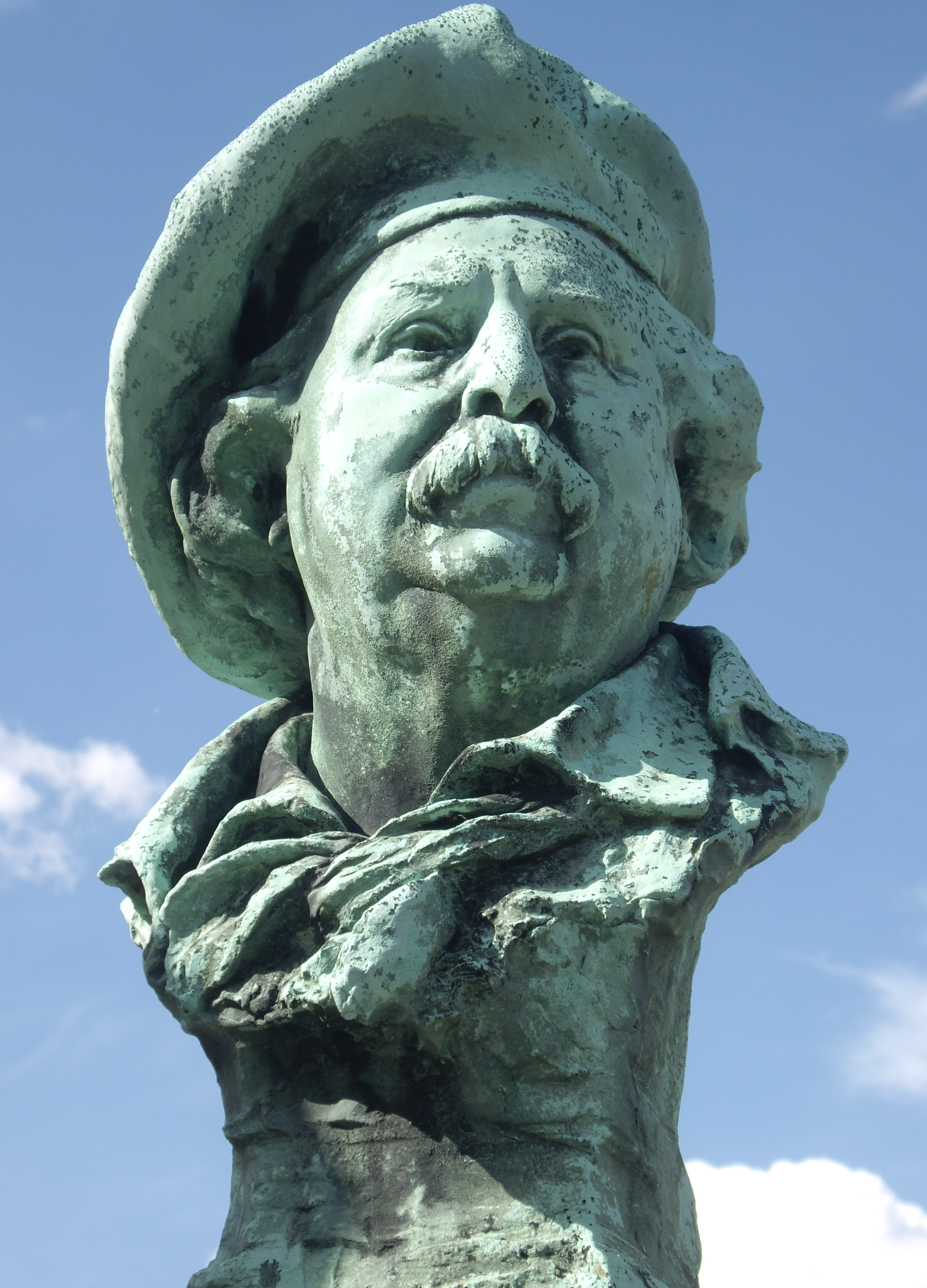
Eugène Villainの墓標